# Воскресеновка (Костанайский район)
Воскресеновка (каз. Воскресенов) — село в Костанайском районе Костанайской области Казахстана. Входит в состав Надеждинского сельского округа.Находится примерно в 86 км к северу от центра города Костаная. Код КАТО — 395441100.

## Население
В 1999 году население села составляло 931 человек (450 мужчин и 481 женщина). По данным переписи 2009 года, в селе проживало 505 человек (257 мужчин и 248 женщин).